# 吉岡書店
吉岡書店（よしおかしょてん）とは、主に物理学・数学の専門書を出版する日本の出版社。京都府京都市左京区に所在。
物理学・数学の専門書を中心に出版する。(自費出版にも対応する。)
出版物は、｢物理学叢書｣･｢数学叢書｣などのシリーズが有名である。
なお、既に絶版した吉岡書店の出版物に関してはPOD(Print On Demand)版として個別注文に対応している。
京都大学吉田(本部)キャンパス北側(百万遍交差点北東)の店舗では大学教科書を中心に古書の販売も行う。